# Shekhar Dutt

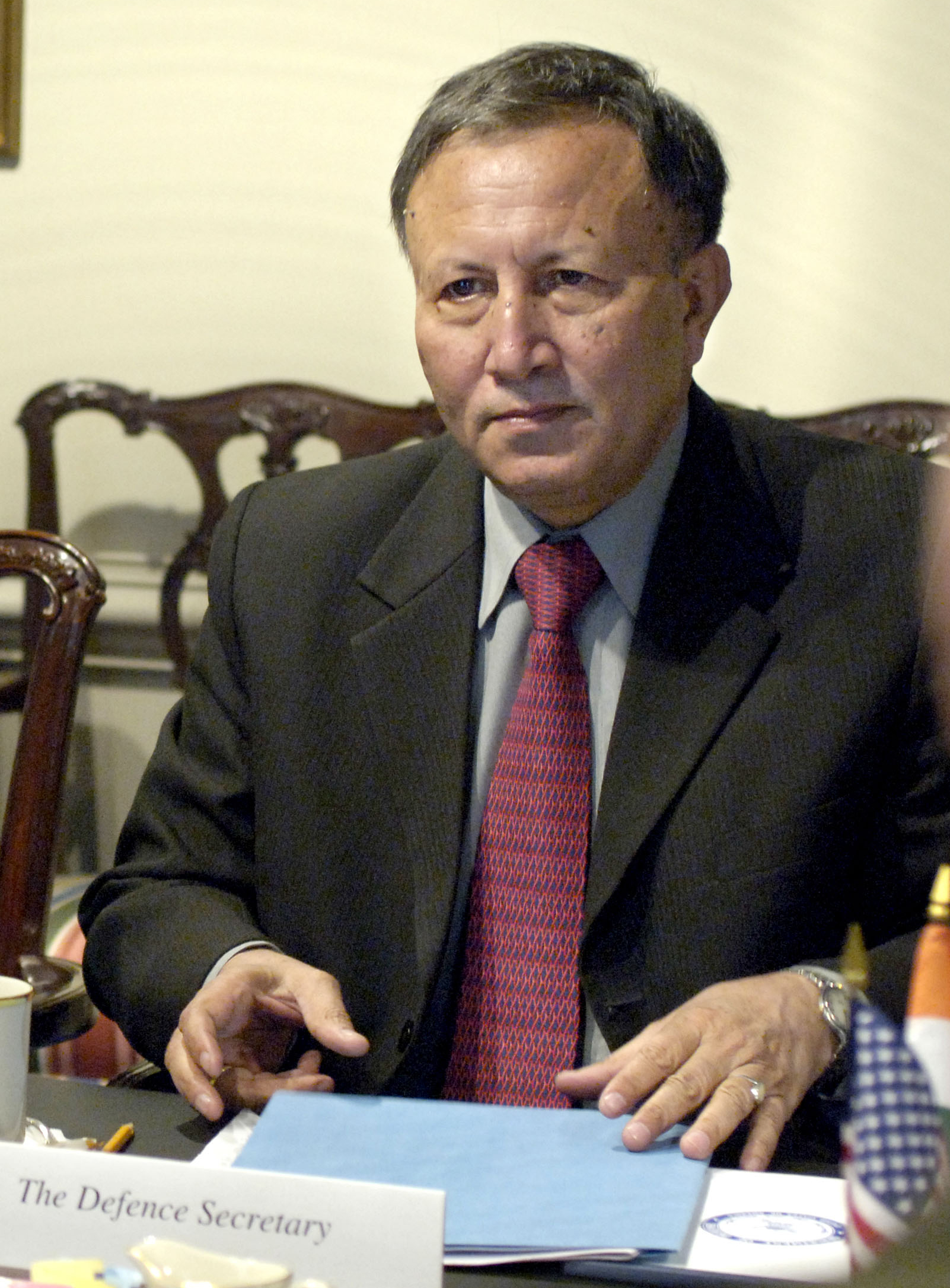
Shekhar Dutt (2005)

Shekhar Dutt (* 20. Dezember 1945; † 2. Juli 2025) war ein indischer Politiker.

## Leben
Vom 23. Januar 2010 bis 23. Juni 2014 war er Gouverneur des Bundesstaates Chhattisgarh. Zuvor war er von 2007 bis 2009 stellvertretender Nationaler Sicherheitsberater.